# Joakim Karlsson (musiker)
Joakim "Jocke" Karlsson är en svensk musiker, sångare och låtskrivare född 1971 i Eskilstuna. Karlsson är troligen mest känd som sångare och frontfigur i Pluton Svea. Han är även känd som frontman i Psychobilly-bandet Pitbullfarm. 
I unga dagar spelade och sjöng Karlsson i vit makt-bandet Pluton Svea där han även skrev hitlåtarna Stöveltramp, Nordmän, Nu Drar S.A Ut och Thailändska Småpojkar. Tiden gick och han började sedan spela Psychobilly i bandet Pitbullfarm. Han medverkade även i bandet Völund Smed där han stod för gitarrspelandet. Karlsson har under åren medverkat i flera olika band och spelat med flera olika artister.

## Biografi
Åren 1987–1990 spelade Karlsson trummor i vit makt-bandet Pro Patria som splittrades 1990. Delar av gruppen bildade senare Pluton Svea, som var verksamt 1993–2000. Under tiden i Pluton Svea övergick Karlsson till att vara sångare och gitarrist. 
1998 släppte Karlsson en soloskiva med titeln Here we go again. Karlsson har även medverkat i andra vit-maktband som Heysel och Ledung. 
2002 bildade Karlsson psychobillybandet Pitbullfarm.
2007-2014 Så spelade Karlsson gitarr i Völund Smed.
År 2016 bildade han även Code 291.

## Medverkan (urval)
- Pitbullfarm
- Pluton Svea
- Heysel
- Pro Patria
- Code 291
- Brutal Attack